# Dmîtrivka, Pervomaiske
Dmîtrivka (în ucraineană Дмитрівка) este un sat în comuna Voikove din raionul Pervomaiske, Republica Autonomă Crimeea, Ucraina.

## Demografie
Componența lingvistică a localității Dmîtrivka
     Tătară crimeeană (60,47%)
     Rusă (24,81%)
     Ucraineană (11,24%)
     Belarusă (1,16%)
Conform recensământului din 2001, majoritatea populației localității Dmîtrivka era vorbitoare de tătară crimeeană (60,47%), existând în minoritate și vorbitori de rusă (24,81%), ucraineană (11,24%) și belarusă (1,16%).